# フラン (ジロンド県)
フラン （Francs）は、フランス、ヌーヴェル＝アキテーヌ地域圏ジロンド県のコミューン。

## 人口統計
| 1962年 | 1968年 | 1975年 | 1982年 | 1990年 | 1999年 | 2006年 | 2007年 |
| ------ | ------ | ------ | ------ | ------ | ------ | ------ | ------ |
| 194    | 215    | 178    | 186    | 172    | 178    | 205    | 207    |

参照元:INSEE

## ワイン
ボルドーワインの産地の一つ、ボルドー・コート・ド・フランを生産している。